# Halina Kunicka (kulturystka)
Halina Kunicka (ur. 1971) – polska kulturystka, Mistrzyni Europy Fitness z 1998 i 2002 roku, Wicemistrzyni Świata w Fitness z 2003 roku.
Intensywne treningi rozpoczęła w 1988 roku.

## Tytuły mistrzowskie
| Zawody                                                                                   | Lokata |
| ---------------------------------------------------------------------------------------- | ------ |
| Mistrzostwa Świata Fitness 2005 (klasa do 57 kg) Santa Susanna                           | 3.     |
| Mistrzostwa Świata Fitness 2003 Santa Susanna                                            | 2.     |
| Mistrzostwa Świata Kobiet w Kulturystyce i Fitness 2002 (kategoria do 57 kg) Brno        | 3.     |
| Mistrzostwo Europy w Kulturystyce i Fitness 2002 (kategoria do 57 kg) Brno               | 1.     |
| Mistrzostwa Europy Mężczyzn 2002 (w parze z Dariuszem Karpińskim) Mińsk                  | 1.     |
| Mistrzostwo Świata w Kulturystyce i Fitness 2000 (w parze z Piotrem Guchowskim) Warszawa | 3.     |
| Mistrzostwa Europy Fitness 1999 Essen                                                    | 2.     |
| Mistrzostwo Europy w Kulturystyce i Fitness 1998 (w parze z Piotrem Głuchowskim) Płońsk  | 1.     |